# Eugenia sessilifolia
Eugenia sessilifolia är en myrtenväxtart som beskrevs av Dc.. Eugenia sessilifolia ingår i släktet Eugenia och familjen myrtenväxter. Inga underarter finns listade i Catalogue of Life.